# 實習醫師
實習醫師是一個醫學相關的專業術語，是指即將完成或已經完成醫學院學業並擁有醫學學位，但尚未取得正式執照，因而不可於沒有監督的情況下獨立執業的受訓醫師。實習醫師在資深醫師的指導下，學習如何診治病人、處理病歷和應對不同的臨牀狀況。
實習醫師制度因國家或地區而異，其使用的術語也可能有所不同，但通常提供一個固定的實習培訓期，期間包含學術和實作的醫學培訓。

## 香港
在香港，任何人如獲頒香港大學或香港中文大學的內外全科醫學士學位，或持有非本地醫學學位并通過由香港醫務委員會舉行的執業考試，須於香港醫管局下轄的公營醫院實習一年，期間每三個月輪換一個部門，其中必須包括內科及外科，經評核及格後，方可正式註冊為醫生。實習醫生的薪金為在公營醫院工作的正式註冊醫生起薪點之一半，現約為每月港幣三萬六千元。在實習期開始前，還須另外接受三個星期的實習前訓練（Pre-internship），以熟悉之後實習醫生的工作。

## 澳大利亞
在澳大利亞，醫學畢業生必須在獲得認可的醫院完成一年實習，才能進行登錄。有條件登錄的這一年稱為實習年。實習的醫院與跟畢業的醫學院可以不在同一州。

## 印尼
從印尼的公立或私立大學畢業，或從海外認可的機構畢業並經過一個適應過程之後，每位醫學畢業生必須向印尼醫學委員會（Konsil Kedokteran Indonesia）申請實習登錄。委員會批准其申請後，實習生必須向衛生部（MoH）申請實習職位。衛生部接受申請後，實習醫師在醫院急診科、病房、門診、公共基層醫療機構接受指導訓練。完成實習後，衛生部頒予實習結業證書（Surat Tanda Selesai Internsip，STSI）。